# Ranko Ostojić
Ranko Ostojić, hrvaški politik in odvetnik, * 3. oktober 1962, Split, SR Hrvaška, SFRJ. 
Od decembra 2011 do januarja 2016 je bil 11. notranji minister v kabinetu Zorana Milanovića.
Ostojić je opravil diplomo na pravni fakulteti v Splitu leta 1988. Bil je na različnih položajih v splitskih podjetjih, v politiko pa se je vključil leta 1990, ko se je pridružil SDP. Med letoma 2001 in 2004 je bil v času vlade premierja Ivice Račana pomočnik notranjega ministra Šime Lučina in kasneje direktor policije.
Preden je postal vladni minister, je imel od leta 2007 do 2011 mandat poslanca v 6. zasedanju sabora, kjer je vodil parlamentarni odbor za notranje zadeve in nacionalno varnost. V tem času je na lokalnih volitvah leta 2009 kandidiral tudi za župana Splita, a je s 34,7 odstotka glasov končal na drugem mestu, za neodvisnim Željkom Kerumom.
Leta 2008 je bil član delegacije SDP, ki je obiskala Bleiburg.
Zadnje mesece Ostojićevega mandata za notranjega ministra je zaznamovala evropska migrantska kriza, ki je do 22. septembra 2015 povzročila prestop več kot 39.000 migrantov na Hrvaško iz Srbije po izgradnji mejne ograje na srbsko-madžarski meji. Mnogi migranti so pobegnili iz Sirije zaradi sirske državljanske vojne, pa tudi zaradi slabih gospodarskih razmer v Afriki in južni Aziji, pri čemer je Hrvaška služila predvsem kot tranzitna država proti Nemčiji, Skandinaviji in zahodni Evropi. Vasi Tovarnik, Ilača in Opatovac ter mesto Beli Manastir so služile kot glavna sprejemna središča za migrante na vzhodu Hrvaške, 1200 pa jih je bilo nameščenih tudi na zagrebškem sejmu. Do 22. septembra 2015 je več kot 32.000 migrantov zapustilo Hrvaško skozi sosednje države schengenskega območja. V mestu Slavonski Brod je bil ustanovljen večji in stalni migrantski center. 